# Nešvilske sedeljke
Nešvilske sedeljke
Deo nenasilne direktne akcije sa ciljem da se zaustavi rasna segregacija u restoranima u Nešvilu, Tenesi, su bile i takozvane “Nešvilske sedeljke” ("Nashville sit-ins). Trajale su od decembra 1959 do maja 1960 i bile su zapažene zbog svog ranog uspeha i davanja važnosti disciplinovanoj nenasilnoj akciji. Mnogi organizatori su nastavili dalje postavši važne vođe Američkog pokreta za građanska prava (1955-1968).

### Počeci i organizovanje
Velečasni Keli Miler Smit, sveštenik Prve baptističke crkve na Kapitol Hilu, osnovao je Savet Hrišćanskog Vođstva Nešvila (NCLC) 1958. godine. Ova organizacija je pripadala Konferenciji Južnog Hrišćanskog Vođstva, Martin Luter King Juniora, i osnovana je da bi promovisala građanska prava afro-amerikanaca kroz nenasilnu građansku neposlušnost. Smit je verovao da bi amerikanci imali više razumevanja prema integraciji ako bi afro-amerikanci dobili svoja prava kroz mirne demonstracije nego kroz pravosudni sistem.
NCLC je održao svoju prvu od mnogih radionica na temu nenasilne taktike protiv segregaicije 26. marta, 1958. Velečasni Džejms Loson, koji je studirao prinicipe nenasilnog otpora dok je boravio kao misionar u Indiji, je vodio radionice. Njih su uglavnom pohađali studenti sa univerziteta Fisk, Tenesi (koji je postao Univerzitet savezne države Tenesi), Američkog baštisitičkog teološkog Univerziteta (koji je postao Američki baptistički koledž) i Medicinskog koledža Mehari.
Tokom ovih radionica, odlučeno je da prva ciljna grupa aktivnosti budu restorani u centru grada. U to vreme, afro-amerikancima je dozvoljavano da kupuju u centralnim gradskim radnjama, ali nije im bilo dozvoljeno da jedu u restoranima tih radnji. Grupa je osećala da su pultovi restorana dobra meta jer su bili veoma vidljivi, lako pristupačni, i pokazivali su snažan primer nepravdi sa kojima su se crni južnjaci suočavali na dnevnoj bazi.
U decembru 1959, grupa je počela da testira demonstracije/sedeljke. Male grupe studenata bi kupovale stvari u centralnim radnjama, i sedale bi za pultovima u njihovim restoranima pokušavajući da naruče hranu. Njihov cilj je bio da osete raspoloženje i stepen otpora u svakoj radnji. Iako im je usluga u restoranima bila odbijena, reakcije su varirale. Kod Harveja, na primer, dobili su neverovatno ljubazne odgovore, dok su kod Kejn-Sloana bili tretirani sa prezirom. Ove ispitujuće akcije su bile veoma diskretne i nijedna od gradskih novina nije obaveštena o istim.

### Široke demonstracije
Pre nego što su stedenti Nešvila imali priliku da formalizuju njihove planove, događaji na drugim mestima su doveli do potrebe za hitnom reakcijom. Tokom prve nedelje februara, mala sedeljka u Grinzborou, u Severnoj Karolini, je prerasla u značajan protest sa preko osamdeset studenata koji su učestvovali do trećeg dana. Iako su se slične demonstracije prethodno odigrale u drugim gradovima, ovo je bila prva koja je privukla značajnu pažnju medija i javnosti.
Kada se Losonova grupa sastala sledećeg petka, oko 500 novih volontera se pojavilo da se pridruži akciji. Iako su Loson i stariji organizatori pokušali da se dogovore za odlaganje, sudentske vođe su insistirale da je došlo vreme za akciju.
Prva značajna organizovana sedeljka se desila 13. februara, 1960. godine. Oko 12:30, 124 studenta (uglavnom afro-amerikanca) je ušlo u centralnu Vulvort Kompaniju, Kres & Co, i Meklelanove radnje, i zatražili da budu usluženi za pultovima. Nakon što je osoblje odbilo da ih usluži, oni su sedeli u radnji naredna dva sata i zatim otišli bez incidenata.
Sledeća sedeljka se odigrala pet dana kasnije, 18. februara, kada je više od dvesta studenata ušlo u Vulvort, S. H. Kres, MeKlelan i Grants. Pultovi su bili odmah zatvoreni. Studenti su ostali sledećih pola sata i zatim otišli, opet bez incidenta.
Treća sedeljka se odigrala 20. februara kada je, otprilike, 350 studenata ušlo u prethodne četiri radnje, kao i apoteku Volgrins u centralnom delu grada. Ovog puta studenti su ostali skoro tri sata, sve dok im policija nije naredila da odu.
I druge brojne sedeljke su se dešavale naredna dva meseca, što je rezultovalo hapšenjem 145 lica, uglavnom studenata sa koledža.

### Pravna odbrana
Suđenje učesnicima sedeljki je privuklo široku pažnju u Nešvilu, kao i u susednim oblastima. Prvog dana suđenja, 29. februara, gomila od oko 2000 ljudi se skupila na ulicima, okružujući gradsko veće, da bi pokazali svoju podršku optuženima.
Grupa od 12 advokata, vođena Z. Aleksandrom Lubijem, predstavljala je studente. Uprkos jakoj podršci crnačke zajednice, uhapšeni studenti su bili osuđeni zbog remećenja javnog reda i mira.

### Dvo-rasni komitet
Trećeg marta, u pokušaju da ublaži rasne tenzije prouzrokovane sedeljkama, Gradonačelnik Ben Vest je objavio formiranje Dvorasnog komiteta, da bi se našlo rešenje za gradske rasne nesuglasice. Članovi komiteta su bili i predsednici dva istoriijski afro-američka koledža i univerziteta, ali predstavnici samog studentskog pokreta nisu bili uključeni.
Komitet se sastao nekoliko puta tokom sledećeg meseca, i podneo je svoje preporuke u izveštaju 5. aprila. Komitet je preporučio da se delimično integrišu pultovi u restoranima grada. Svaka radnja bi imala jedan deo koji bi bio isključivo za belce, a drugi za belce i crnce zajedno. Ovo rešenje je bilo odbijeno od strane vođa studenata, koji su smatrali da je rešenje moralno neprihvatljivo i bazirano na politici segregacije.
Manje od nedelju dana nakon što je Dvo-rasni komitet izneo svoj izveštaj, sedeljke su nastavljene, i bojkot centralnih gradskih radnji je takođe pokrenut. 

### Bomba na dom Lubija
U 5.30, 19. aprila, bomba je bačena na prednji prozor kuće Z. Aleksandra Lubija, u severnom Nešvilu, i to izgleda iz osvete zbog njegove podrške demonstrantima. Eksplozija je u potpunosti uništila Lubijev dom, iako su Lubi i njegova žena, koji su spavali u sobi u zadnjem delu kuće, preživeli, bez povreda. Više od 140 prozora na susednim kućama je polomljeno od jačine eksplozije.
Umesto da obeshrabri protestante, ovaj događaj je, ipak, poslužio kao pokrtačko sredstvo. U roku od nekoliko časova, vesti o bacanju bombe su se proširile kroz zajednicu. Oko podneva, 4000 ljudi je marširalo u tišini do Gradske većnice da se suoče sa gradonačelnikom. Gradonačelnik Vest se sastao sa njima na stepenicama veća. Velečasni C.T. Vivijan je pročitao pripremljenu izjavu, optužujući gradonačelnika za ignorisanje moralnih pitanja povezanih sa segregacijom, i ignorišući nasilje i nepravdu. Diana Neš je zatim pitala Gradonačelnika da li veruje da bi pultovi u restoranima u gradu trebalo da budu intergisani. Vest je odogovorio “Da”, i zatim dodao, “To je na menadžerima restorana, naravno”.
Pokrivanje ovog događaja je zanačajno variralo među dve glavne novine iz Nešvila. The Tennessean je naglasak davao činjenici da se Gradonačelnik složio za intergaciju u restoranima, dok je Nashville Banner naglašavao izjavu Gradonačelnika da je do gradskih trgovaca da odluče da li će ili neće da se integrišu. Ovo je jasno pokazivalo suprotne stavove novina o ovoj stvari.
Sledećeg dana Martin Luter King Junior, je došao u Nešvil da govori na Univerzitetu Fisk. Tokom govora, on je pohvalio pokret kao “najorganizovaniji i najdisciplinovaniji na Jugu”. 

### Desegregacija
Nakon nedelje tajnih pregovora između trgovaca i vođa protesta, 10. maja 1960. godine, šest radnji u centru grada je, po prvi put, otvorilo svoja pultove crnim mušterijama. Kao deo ovog dogovora, nijedna reč o desegregaciji nije objavljena u lokalnim medijima, u naporu da se spreče nasilni incidenti. Plan je bio uspešan, i pultovi u restoranima su integrisani bez incidenata. Tako je Nešvil postao prvi veći grad u Južnim Sjedinjenim državama koji je pokrenuo desegregaciju svojih javnih mesta.